# Claude Barras

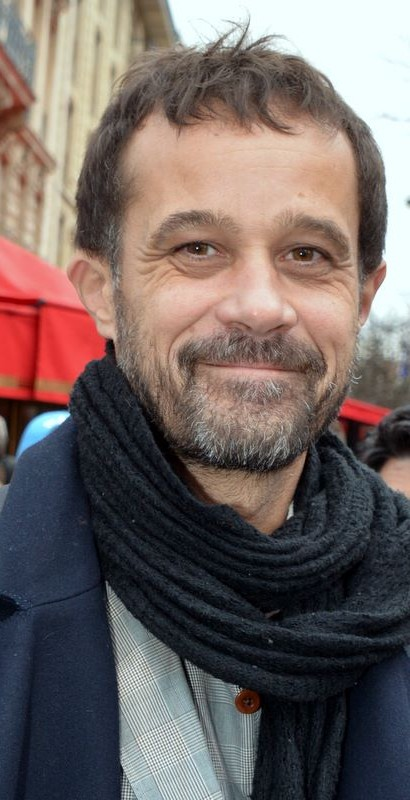
Claude Barras 2017

Claude Barras (* 19. Januar 1973 in Siders) ist ein Schweizer Animationsfilmer, der vor allem im Stop-Motion-Bereich arbeitet.

## Leben
Barras wuchs in der Nähe von Crans-Montana als Sohn von Weinbauern auf. Er absolvierte zunächst eine Lehre als Tiefbauzeichner und studierte anschliessend an der École Emile Cohl in Lyon Illustration und Computergrafik; er schloss sein Studium mit dem Bachelor ab. Es folgte ein Studium der Computergrafik an der École cantonale d’Art de Lausanne (ECAL). An der ECAL entstand 1999 auch sein Kurzfilm Mélanie. In Genf arbeitete Barras anschliessend freischaffend als Illustrator. Unter anderem war er am Film Max & Co beteiligt.
Im Jahr 2005 veröffentlichte Barras seinen Kurzanimationsfilm Banquise. Die Geschichte eines Mädchens, das wegen seines Übergewichts ausgelacht wird, lief unter anderem auf den Internationalen Filmfestspielen von Cannes 2005. Der Film wurde in Cannes für eine Goldene Palme für den Besten Kurzfilm nominiert. Auch in den folgenden Filmen blieb Barras seinem Markenzeichen – seine Trickpuppen haben stets sehr grosse Köpfe – treu.
Im Jahr 2016 erschien Barras’ erster Langanimationsfilm Mein Leben als Zucchini. Er basiert auf dem Buch Autobiographie d’une courgette von Gilles Paris. Zwischen ersten Arbeiten am Film und der Veröffentlichung vergingen neun Jahre, wobei die Tonaufnahmen und die Animation jeweils ein Jahr in Anspruch nahmen. Mein Leben als Zucchini erhielt zahlreiche internationale Filmpreise und war 2017 für einen Oscar in der Kategorie Bester animierter Spielfilm nominiert.
Barras lebt in Genf.

## Filmografie
- 1997: Fantasmagories
- 1998: Mélanie
- 1999: Casting Queen
- 2000: Les mots d‘antoine
- 2002: Stigmates
- 2005: Banquise
- 2006: Le génie de la boîte de raviolis
- 2007: Sainte barbe
- 2009: Au pays des têtes
- 2012: Chambre 69
- 2016: Mein Leben als Zucchini (Ma vie de courgette)
- 2024: Sauvages

## Auszeichnungen (Auswahl)

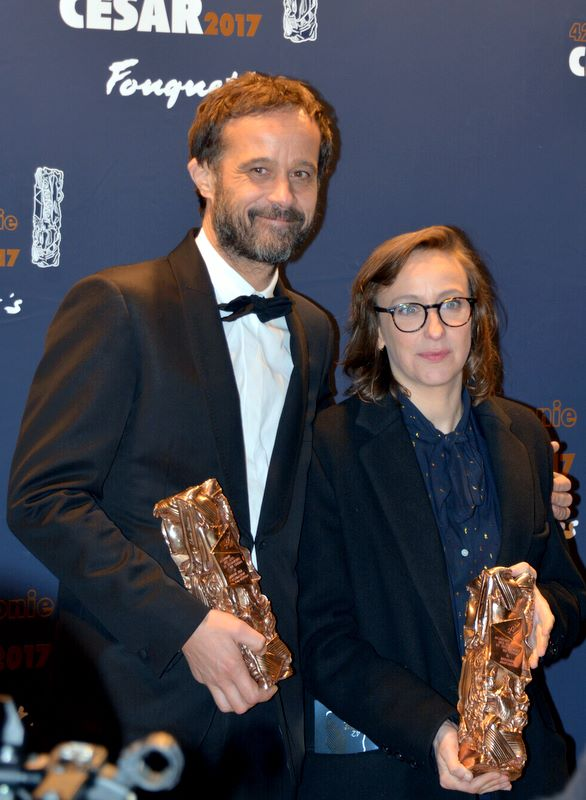
Claude Barras beim César 2017 mit Céline Sciamma

- 2006: Cannes 2006, Nominierung Goldene Palme für den Besten Kurzfilm, für Banquise
- 2007: Nominierung Schweizer Filmpreis, Bester Animationsfilm, für Banquise
- 2012: Nominierung Gold Hugo, Chicago International Film Festival, für Chambre 69
- 2013: Nominierung Schweizer Filmpreis, Bester Animationsfilm, für Chambre 69
- 2016: Cannes 2016, Nominierung Camera d’Or, für Mein Leben als Zucchini
- 2016: Publikumspreis, Festival d’Animation Annecy, für Mein Leben als Zucchini
- 2016: Cristal d’Annecy des Festival d’Animation Annecy, Bester Langfilm, für Mein Leben als Zucchini
- 2016: Preis der Kinderjury, Zurich Film Festival, für Mein Leben als Zucchini
- 2016: London Film Festival, Nominierung Sutherland Award, für Mein Leben als Zucchini
- 2016: Festival Internacional de Cine de San Sebastián, Publikumspreis, für Mein Leben als Zucchini
- 2016: Internationales Filmfestival Warschau, Publikumspreis, für Mein Leben als Zucchini
- 2016: Europäischer Filmpreis, Bester Animationsfilm, für Mein Leben als Zucchini
- 2017: Oscar-Nominierung, Bester animierter Spielfilm, für Mein Leben als Zucchini
- 2017: Schweizer Filmpreis, Bester Spielfilm, für Mein Leben als Zucchini
- 2017: César, Bester Animationsfilm, für Mein Leben als Zucchini
- 2017: Nominierung Golden Globe, Bester Animationsfilm, für Mein Leben als Zucchini
- 2017: Nominierung Annie Award, Beste Regie / Animationsfilm, für Mein Leben als Zucchini
- 2017: Prix Lumières, Bester Animationsfilm, für Mein Leben als Zucchini
- 2024: Locarno Film Festival: Locarno Kids Award la Mobiliare[7]